# Bogusław Dunaj
Bogusław Dunaj (ur. 4 września 1940 w Krywanohowie pod Nowogródkiem) – polski językoznawca, polonista.
W okresie od 1958 do 1963 studiował filologię polską na Uniwersytecie Jagiellońskim. W 1970 obronił rozprawę doktorską, napisaną pod kierunkiem prof. Mieczysława Karasia. W roku 1974 habilitował się na podstawie pracy Język polski najstarszej doby piśmiennej (XII–XIII w.). W 1983 objął stanowisko profesora nadzwyczajnego, a w 1991 r. został profesorem zwyczajnym. W latach 1978–2010 kierował Katedrą Historii Języka i Dialektologii.
Jego dorobek naukowy obejmuje ponad 200 publikacji. Odznaczony został Krzyżem Kawalerskim Orderu Odrodzenia Polski i Medalem Komisji Edukacji Narodowej. Laureat szeregu nagród ministerialnych i rektorskich,  w tym nagrody ministra Nauki i Szkolnictwa Wyższego za całokształt działalności.

## Wybrana twórczość
- Iteratiwa typu bierać, pisywać w języku polskim, Zeszyty Naukowe UJ, „Prace Językoznawcze” 32, 1971, ss. 156.
- Pochodzenie polskiego języka literackiego, „Język Polski” LX, 1980, s. 245–254.
- O wymowie spikerów i lektorów radiowych, „Język Polski” LXIII, 1983, s. 7–26.
- Samogłoska nosowa ę we współczesnej polszczyźnie – zakres występowania, funkcja, norma „Prace Filologiczne” XXXIII, 1986, s. 187–193.